# Glycobiologie

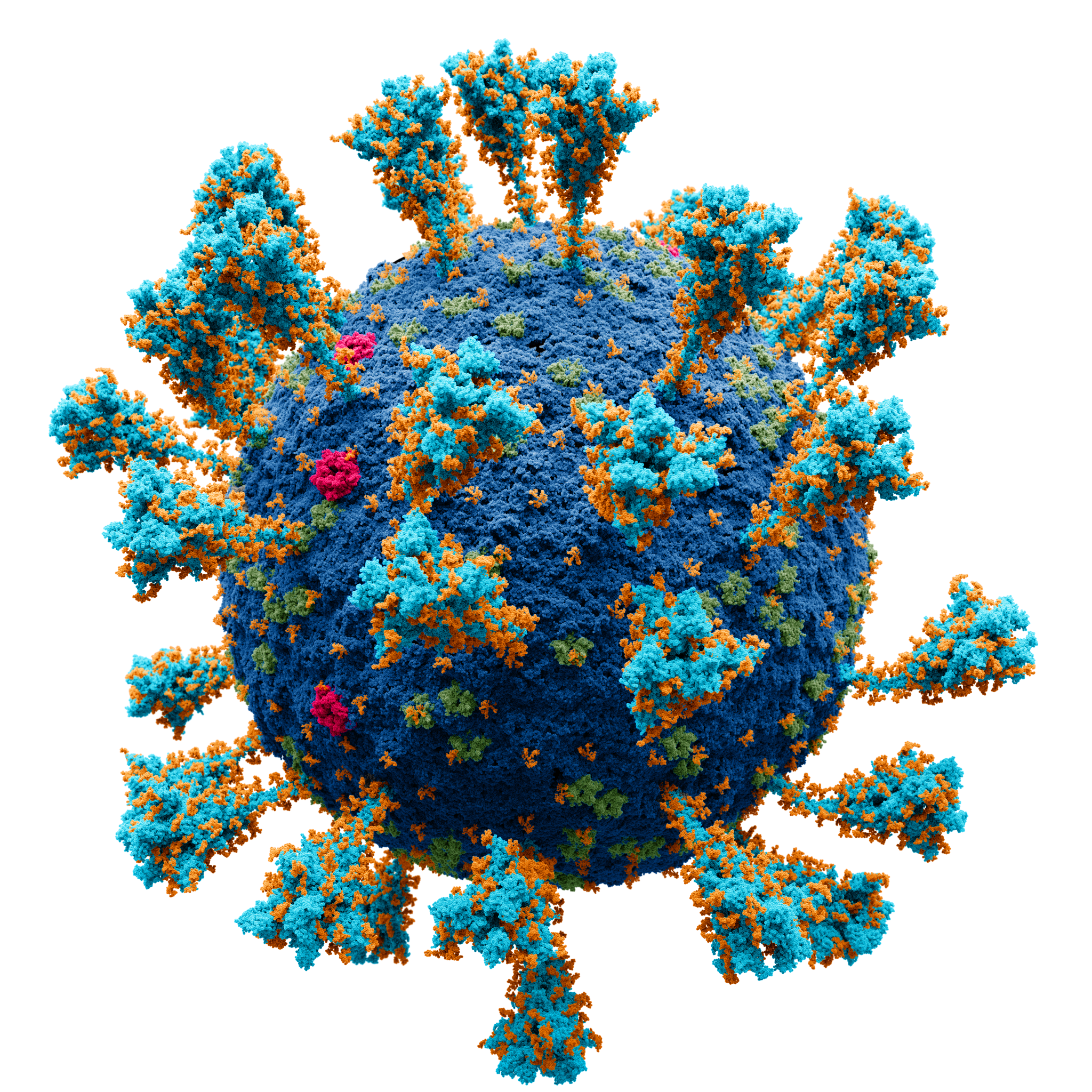
Glycanen (oranje) komen algemeen voor op het oppervlak van virussen, waaronder SARS-CoV-2. Deze koolhydraatketens blijken een rol te spelen in de ontwijking van het immuunsysteem.

Glycobiologie is het onderzoekgebied binnen de biologie dat zich bezighoudt met de structuur, biosynthese en functie van glycaanstructuren (complexe suikers) in levende organismen. Glycanen zijn complexe ketens van koolhydraten die wijdverspreid voorkomen in de natuur. In dierlijke cellen bevinden ze zich vooral op het oppervlak van cellen, waar ze een belangrijke rol spelen in celadhesie, communicatie, herkenning van pathogenen, en regulatie van immuunreacties.
Binnen de glycobiologie onderzoekt men hoe glycanen worden opgebouwd (de biosynthese), hoe ze worden afgebroken, en hoe hun structuur samenhangt met hun functie. Een aantal grote enzymfamilies, zoals glycosyltransferases en glycosidases, zijn verantwoordelijk voor opbouw en afbraak van deze complexe suikerketens. De variatie aan glycaanstructuren is enorm en wordt niet rechtstreeks gecodeerd in het DNA, waardoor het een uitdaging is om ze te bestuderen.
Het belang van glycobiologie strekt zich uit over diverse disciplines. In de geneeskunde is het inzicht dat cellen en eiwitten glycaanstructuren dragen, steeds belangrijker geworden om ziektemechanismen te verklaren zoals bij kanker, auto-immuunziekten en infecties. In de biotechnologie draagt glycobiologisch onderzoek bij aan de ontwikkeling van vaccins, therapeutische antistoffen en biomaterialen.

## Geschiedenis
Glycobiologie vindt zijn wortels in de klassieke koolhydraatchemie van de 19e eeuw, toen wetenschappers als Emil Fischer systematisch de structuur van suikers (koolhydraten) en hun derivaten begonnen te ontrafelen. Fischer’s werk aan monosachariden en disachariden legde de basis voor begrip van glycosidische bindingen en stereochemie, wat in 1902 werd bekroond met de Nobelprijs voor Scheikunde. In deze periode lag de focus vooral op isolatie, karakterisering en synthese van eenvoudige suikerverbindingen, veelal los van hun biologische context.
In de loop van de 20e eeuw verschoof de aandacht naar de rol van suikers in biologische systemen. Ontdekkingen zoals de aanwezigheid van glycoproteïnen, en de identificatie van complexe oligosacharideketens (glycanen) toonden aan dat suikers niet alleen als energiebron dienen. Ze bleken een essentiële rol te spelen in verschillende aspecten van celfysiologie, zoals celadhesie, cel‑cel‑communicatie, immuunherkenning en eiwitvouwing. Technische doorbraken — met name chromatografische scheidingstechnieken en massaspectrometrie — maakten gedetailleerde structurele analyses van steeds complexere glycanen mogelijk.
In de jaren 1980 en 1990 ontstond de term 'glycobiologie' om deze interdisciplinair groeiende onderzoeksrichting te omschrijven. Onderzoekers zoals Raymond Dwek en Gerald Hart benadrukten het belang van suikers in ziekteprocessen, wat leidde tot talrijke studies naar glycosylering in de context van kanker en auto-immuunziekte. Toepassingen van de glycobiologie vinden hun weg onder meer in vaccinontwikkeling, kankertherapie en de ontdekking van biomarkers.

## Basisprincipes

### Glycanen

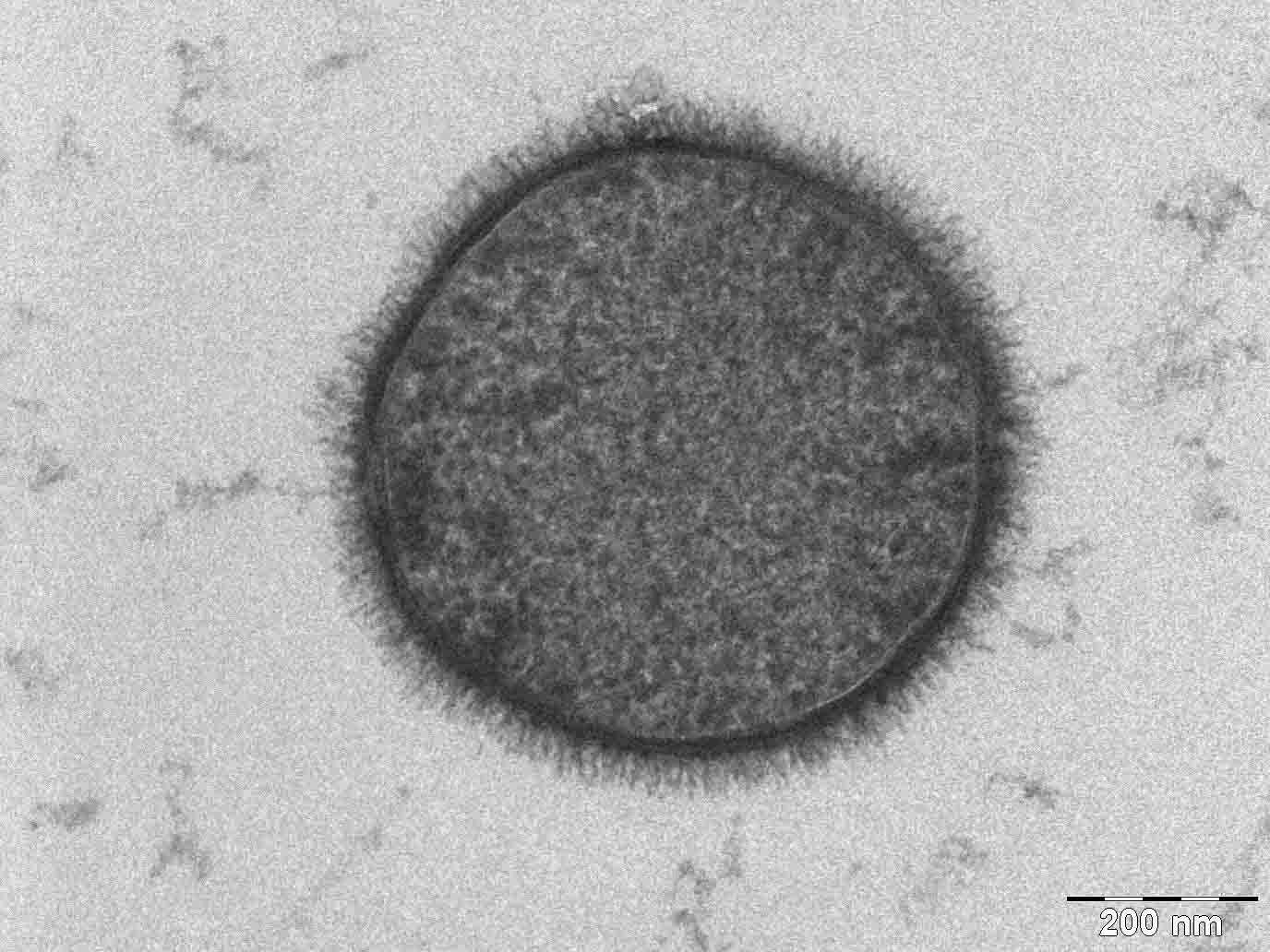
De cellen van vele organismen, waaronder de bacterie Bacillus subtilis, zijn opgehuld in een hechte laag van koolhydraatketens op het celoppervlak. Dit is te zien met de elektronenmicroscoop.

Glycanen zijn lineaire of vertakte polymere ketens van monosachariden: eenvoudige suikereenheden zoals glucose, galactose, fucose en mannose. Elke monosacharide is via een glycosidische bindingen gekoppeld aan de volgende. Hoewel er veel verschillende typen glycanen bestaan, zijn de glycanen in dierlijke cellen meestal opgebouwd uit minder dan vijftien suikereenheden (oligosachariden). Omdat de suikers echter in heel veel verschillende configuraties – via meerdere koolstofatomen in de ring, en via α- of β-koppelingen – aan elkaar gekoppeld kunnen zijn, is een enorme variëteit aan structuren mogelijk.
Glycanen komen maar zelden vrij voor in het cytoplasma. Ze zijn meestal gekoppeld aan eiwitten of lipiden: glycoproteïnen en glycolipiden. Het molecuul als geheel wordt het glycoconjugaat genoemd. Glycoproteïnen hebben korte, vertakte glycanen gekoppeld aan asparagine (N-linked) of serine/threonine (O-linked). Glycolipiden bestaan meestal uit een ceramide- of glycerolruggengraat, en komen rijkelijk voor in het plasmamembraan. De buitenzijde van het plasmamembraan van eukaryotische cellen is hierdoor gehuld in een dikke laag van suikerketens: de zogenaamde glycocalyx. Deze koolhydaatlaag beschermt de cel tegen mechanische en enzymatische schade, en reguleert de diverse cel-celinteracties.

### Biosynthese
De biosynthese van glycanen is complex maar de beginselen zijn goed bekend. De bouwstenen van glycanen, monosachariden, kunnen door de cel zelf worden aangemaakt of via zogenoemde salvage-pathways uit afbraakroutes worden hergebruikt. Voordat deze suikers kunnen worden ingebouwd in een glycaanketen, moeten ze geactiveerd worden in het cytosol door de vorming van nucleotide-suikers (UDP- of GDP-suikers). Deze geactiveerde nucleotidensuikers zijn in staat om hun suikerdeel af te geven aan de groeiende oligosacharideketen. Ze worden naar het lumen van het endoplasmatisch reticulum (ER) gepompt via specifieke transporteiwitten.

Verschillende glycanen (lipide-gekoppelde oligosachariden) in hogere eukaryoten. Suikerketens worden in de glycobiologie weergegeven met vaste symbolen, waarbij elke monosacharide wordt weergegeven door een bepaalde vorm en kleur

Glycosylering van eiwitten in het ER begint altijd eerst met de overdracht van een precursor-oligosacharide bestaande uit 14 suikers (2 N-acetylglucosamines, 9 mannoses en 3 glucoses). Deze keten wordt als geheel overgedragen op een asparagine-residu in het nieuwgevormde eiwit. Deze overdracht vindt plaats op een stikstofgroep en heet daarom 'N-linked glycosylation'. De overdracht gebeurt in één stap via het enzym oligosaccharyltransferase, dat aan de lumenzijde van het ER-membraan verankerd is. Deze N-glycosylering gebeurt co-translatieel, dus tijdens de eiwitsynthese. Het is een van de meest voorkomende vormen van glycosylering en komt voor bij naar schatting 90% van alle glycoproteïnen.
De precursor-oligosacharide wordt stap voor stap opgebouwd, waarbij elke specifieke glycosidische binding wordt gekatalyseerd door een bijbehorende glycosyltransferase. Deze enzymen worden vaak gecodeerd door sterk verwante genen (genfamilies). De meeste glycosyltransferases herkennen de onderliggende glycaanketen, maar sommigen zijn ook afhankelijk van de eiwit- of lipidestructuur waaraan het glycaan gekoppeld is. De regulatie van deze enzymen verschilt sterk per celtype en weefsel, en draagt bij aan de enorme diversiteit van glycaanstructuren. Naast glycosyltransferases spelen ook glycosidases, sulfotransferases en andere modificerende enzymen een rol in het vormen van functioneel correcte glycoconjugaten.

## Veelgebruikte onderzoekstechnieken

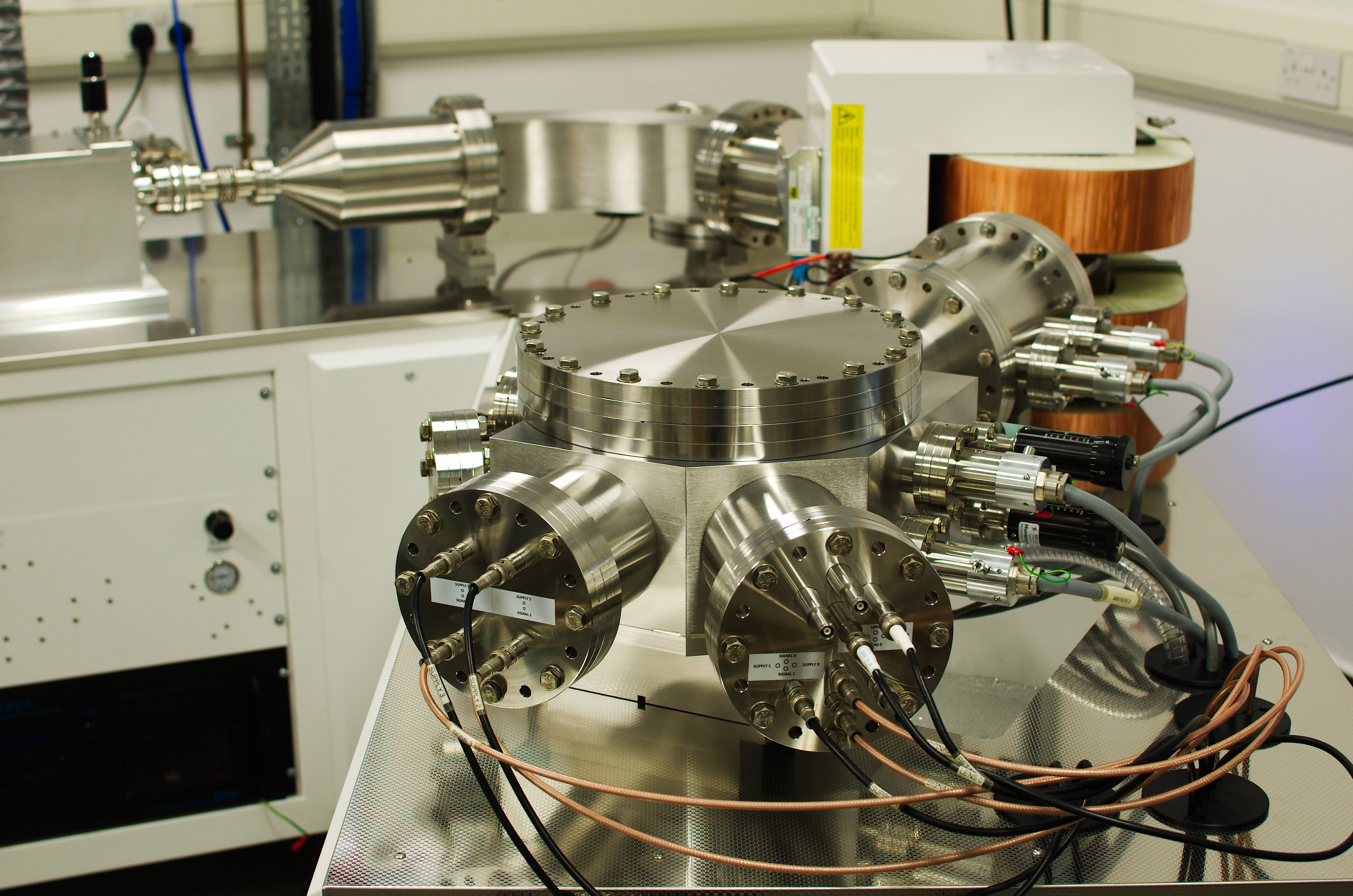
In de glycobiologie wordt massaspectrometrie gebruikt om de samenstelling van vrije glycanen te bepalen. Door middel van tandem-MS (MS/MS) kunnen ook de vertakkingswijze en bindingstypen worden opgehelderd.

In de glycobiologie worden verschillende technieken gebruikt om de structuur en samenstelling van glycaanmoleculen te analyseren. Massaspectrometrie (MS) is een van de krachtigste methoden en wordt vaak gecombineerd met vloeistofchromatografie (LC-MS) of gaschromatografie (GC-MS) om complexe mengsels van koolhydraatketens te scheiden en te identificeren. Deze technieken geven informatie over de massa, samenstelling en zelfs de bindingen tussen monosachariden. Daarnaast wordt gebruikgemaakt van de specifieke herkenning door lectines (bijvoorbeeld in lectine-arrays) en afbraakenzymen als glycosylhydrolases om details van de structuur te bepalen.
Naast massaspectrometrie en bindingsassays maken onderzoekers ook gebruik van fluorescentie-labeling en capillaire elektroforese om individuele glycanen te scheiden en te detecteren met hoge gevoeligheid. NMR-spectroscopie wordt soms toegepast voor gedetailleerde structurele informatie, hoewel dit relatief veel celmateriaal vereist. Voor cellulaire context en ruimtelijke informatie worden vaak immunohistochemie of fluorescentiemicroscopie ingezet met behulp van lectines of glycaan-specifieke antilichamen. De diversiteit en complexiteit van koolhydraatketens in levende cellen vormt een uitdaging voor de volledige automatisering van glycaananalyse.

### Glycomics
Glycomics is het relatief jonge onderzoeksveld dat glycaanstructuren binnen een cel, weefsel of organisme in zijn geheel probeert te profileren. Glycomics maakt deel uit van de omics-gebieden. Het glycoom (geheel aan glycanen) is structureel gezien complexer dan het genoom of proteoom. De expressie van glycaanstructuren op levende cellen is bovendien zeer dynamisch; deze hangt af van aspecten zoals het celtype, ontwikkelingstadium, metabole status, en pathologische processen. Kankercellen hebben bijvoorbeeld een heel ander glycoom dan gezonde lichaamscellen. Ook tussen individuen en soorten kan het glycoom sterk variëren.
Glycomics-onderzoek begint met het isoleren of in cultuur brengen van levende cellen of weefsels. Vervolgens worden alle glycaanstructuren van het celoppervlak losgemaakt, waarvoor soms sequentiële enzymatische behandelingen nodig zijn. Ten slotte worden alle geïsoleerde glycanen geprofileerd door middel van massaspectrometrie of een verwante karakterisatiemethode. Glycoomanalyses worden meestal aangevuld met klassieke methoden zoals kleuring van weefselcoupes of flowcytometrie, waarbij lectines of glycaan-specifieke antilichamen worden gebruikt. Deze technieken zijn nuttig om een idee te krijgen van ruimtelijke verspreiding, celspecifieke expressie en functionele beschikbaarheid van glycaanstructuren in de biologische context.
Naast fundamenteel biologisch onderzoek heeft glycomics zijn toepassing gevonden in de zoektocht naar nieuwe biomarkers, het ontwikkelen van gepersonaliseerde gezondheidszorg en bij de productie van medicijnen en vaccins. De klinische analyse van glycanen wordt uitgevoerd om bijvoorbeeld aangeboren glycosyleringsziekten (congenital disorders of glycosylation) te diagnosticeren.